# ماتيو ليفيرو
ماتيو ليفيرو (بالإيطالية: Matteo Liviero)‏ (13 أبريل 1993 في إيطاليا - ) هو لاعب كرة قدم إيطالي في مركز الدفاع. شارك مع منتخب إيطاليا تحت 17 سنة لكرة القدم ومنتخب إيطاليا تحت 18 سنة لكرة القدم ومنتخب إيطاليا تحت 19 سنة لكرة القدم ومنتخب إيطاليا تحت 20 سنة لكرة القدم ومنتخب إيطاليا تحت 21 سنة لكرة القدم. أما مع النوادي، فقد لعب مع نادي برو فيرتشيلي ونادي بيروجيا ونادي كاربي ونادي ليتشي ويوفنتوس ويوفي ستابيا.

## وصلات خارجية
- ماتيو ليفيرو على موقع الاتحاد الأوربي (الإنجليزية)
- ماتيو ليفيرو على موقع قاعدة بيانات كرة القدم.إي يو (الإنجليزية)
- ماتيو ليفيرو على موقع بيانات كرة القدم. دي إي (الألمانية)
- ماتيو ليفيرو على موقع Soccerway.com (الإنجليزية)
- ماتيو ليفيرو على موقع عالم كرة القدم.نت (الإنجليزية)
- ماتيو ليفيرو على موقع AS.com (الإسبانية)